# ペドロ・ロベルト・シウヴァ・ボテーリョ
ペドロ・ロベルト・ダ・シウヴァ・ボテーリョ（Pedro Roberto da Silva Botelho、1989年12月14日 - ）は、ブラジル・バイーア州サルヴァドール出身のサッカー選手。ポジションはディフェンダー、ミッドフィールダー。

## 経歴

### クラブ
2007年6月、アーセナルFCと契約。しかしスペインのクラブへのレンタル移籍を繰り返し、結局アーセナルではプレーできなかった。2012年、アトレチコ・パラナエンセへ移籍した。2014年、アトレチコ・ミネイロへ期限付き移籍した。2017年、クルーベ・ジ・レガタス・ブラジルへ移籍した。